# Tour della nazionale maschile di rugby a 15 della Scozia 2004
Tra le due edizioni della Coppa del Mondo di rugby del 2003 e del 2007, la nazionale scozzese di Rugby Union si è recata due volte in tour nel mese di giugno
Nel 2004, si reca in Tour nel 2004 in Australia e Nuova Zelanda.
Dopo una disastrosa sconfitta contro Queensland e una vittoria facile contro la selezione del NSW Country (la campagna attorno a Sydney), il primo test match contro Samoa (a Wellington) vede un facile successo per la squadra allenata da Matt Williams, che interrompe una serie di 8 sconfitte consecutive nei test match.
Segue una sconfitta delle riserve contro le riserve dei NSW Waharats,
Seguono i due test con l'Australia. Nel primo, gli Scozzesi resistono bene per un tempo chiuso sul 13-12 grazie ai calci di Daniel Parks, tra l'altro australiano di nascita, prima di cedere nel secondo tempo sotto i colpi dei Wallabies che realizzano 5 mete con Giteau, Tuqiri (2) e Sailor.
Nel secondo test con i Wallabies vincono con un risultato forse troppo pesante rispetto al gioco espresso
| Brisbane 29 maggio 2004 | Queensland | 41 – 5 | Scozia XV | Ballymore Oval |

| Wollongong 2 giugno 2004 | NSW Country | 10 – 48 | Scozia XV |  |

| Wellington 4 giugno 2004 | Samoa | 3 – 38 | Scozia | West Pac |

| Sydney 8 giugno 2004 | Warathas | 33 – 15 | Scozia XV | Stadium Australia |

| Melbourne 13 giugno 2004 | Australia | 35 – 15 | Scozia |  |

| Sydney 19 giugno 2004 | Australia | 34 – 13 | Scozia | Stadium Australia |